# West-Groenlandstroom

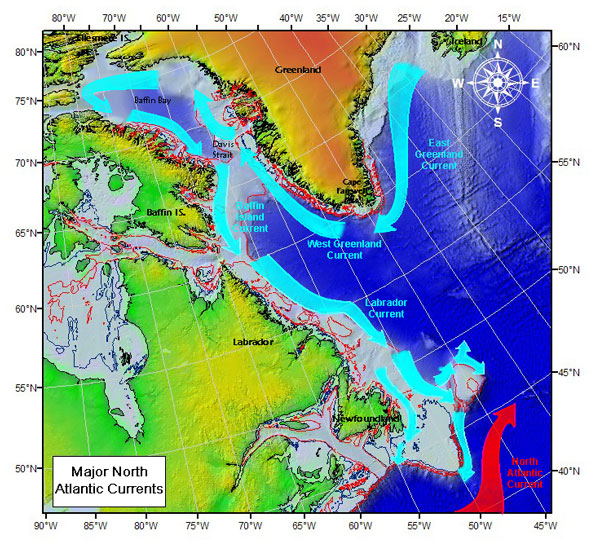
De verschillende stromen nabij Groenland

De West-Groenlandstroom (WGC) is een koude zeestroom die in noordelijke richting langs de westkust van Groenland loopt. Ze stroomt door de Labradorzee, de Straat Davis en de Baffinbaai.
Langs de oostkust van Groenland stroomt in zuidwestelijke richting de Oost-Groenlandstroom die in de Irmingerzee botst op de Irmingerstroom. Na de Kaap Vaarwel aan de zuidpunt van Groenland vervolgt de Oost-Groenlandstroom als de West-Groenlandstroom richting het noorden als het resultaat van de beweging van water dat rond het zuidelijkste punt van Groenland.
Aan de noordkant van de Baffinbaai buigt de zeestroom naar het westen, krijgt water van de uitstroom uit de Noordelijke IJszee dat via de Straat Nares de Baffinbaai instroomt, om als de Baffineilandstroom zuidwaarts te stromen. Een deel van de West-Groenlandstroom kan al eerder afbuigen in westelijke richting en zich bij de Labradorstroom voegen.
Volgens Lloyd et al. uit 2007 is de West-Groenlandstroom een WARME stroom die verbonden is met een breder Noord-Atlantisch klimaat via de gecombineerde invloeden van Atlantisch water uit de Irmingerstroom (IC) en polair water uit de Oost-Groenlandse Stroom.
Paleoklimatologische gegevens afgeleid van de overvloed aan foraminiferen laten zien dat periodieke instroom van warme diepere temperaturen en bijna-bodemtemperaturen plaatsvond gedurende het late Holoceen, vooral tijdens het klimaatoptimum van het Holoceen. De toegenomen stroming vanuit de nabijgelegen Oost-Groenlandstroom ging gepaard met een toename van het afkalven van ijsbergen uit de grote glaciale uitlaat van de Jakobshavn Isbræ in de westelijke Groenlandse ijskap, wat snelle smelt- en destabilisatiegebeurtenissen veroorzaakte. Na de neoglaciatie vormde de Jakobshavn-uitlaat ongeveer 2000 jaar vóór heden een drijvende ijstong.
De zeestroom stroomt door de mariene ecoregio Westelijk Groenlands Plat.